# Йопаат-Б'алам II
Йопаат-Б'алам II (д/н— 751) — ахав Па'чана з 745 до 751 року.

## Життєпис
Син ахава Іцамнаах-Б'алама III. Після смерті останнього у742 році розпочав боротьбу за владу. При цьому спирався на допомогу царств Йокіб-К'ін та Південне Мутульське царство. Завдяки підтримки останнього у 745 році стає ахавом. Втім дата його інтронізації невідома.
Вважається, що усі стелі Йопаат-Б'алама II були знищені його наступником. Влада Йопаат-Б'алама II була значною мірою міцною завдяки цариці Іш-К'аб'аль-Шоок. Після її смерті у 749 році внутрішнє становище Йопаат-Б'алама II погіршилося. Проти нього інтригував зведений брат Яшун-Б'алам IV, користуючись непопулярністю союзу Йопаат-Б'алама II з Йокібським царством. Зрештою наприкінці 751 року він помер або загинув. Владу успадкував Яшун-Б'алам IV.